# Puente del Congosto
Puente del Congosto település Spanyolországban, Salamanca tartományban. Puente del Congosto Cespedosa de Tormes, Narrillos del Álamo, Gallegos de Solmirón, Navamorales, El Tejado, Medinilla és Santibáñez de Béjar községekkel határos. Lakosainak száma 225 fő (2024).

## Népesség
A település népessége az elmúlt években az alábbi módon változott:
| Lakosok száma | 331  | 283  | 271  | 273  | 253  | 246  | 227  | 230  | 213  | 225  |
|               | 2001 | 2004 | 2007 | 2009 | 2012 | 2014 | 2017 | 2019 | 2022 | 2024 |